# تلگراف اسپرینگ (ویرجینیا)
تلگراف اسپرینگ (به انگلیسی: Telegraph Spring) یک منطقهٔ مسکونی در ایالات متحده آمریکا است که در شهرستان لادن، ویرجینیا واقع شده‌است.